# Zapotillo (kanton)
Zapotillo – kanton w prowincji Loja, w Ekwadorze. Stolicą kantonu jest Zapotillo.